# 愛知県の高校相撲部出身の一覧
愛知県の高校相撲部出身の一覧は、愛知県の高校相撲部出身の大相撲力士に関する一覧である。

## 愛工大名電高校
- 朝乃若武彦（幕内・若松部屋→高砂部屋）
- 武雄山喬義（幕内・武蔵川部屋）

## 中京大中京高校
- 栃王山裕規（幕内・春日野部屋）
- 栃剣展秀（幕内・春日野部屋）
- 栃司哲史（関脇・春日野部屋）